# 田林憲治
田林 憲治（たばやし けんじ、1954年（昭和29年）2月16日 - ）は、日本の映画プロデューサーである。

## 経歴
山形県立鶴岡南高校卒業し法政大学社会学部社会学科に入学。

在学中はヨット部に所属。

法政大学社会学部社会学科卒業。

株式会社中央宣興入社のセールスプロモーション局に配属しPOPEYE賞を金賞1回、銀賞5回入選した。

その後、株式会社電通に入社、セールスプロモーション局業務推進部に配属。

退職後、映画業界に転身する。

デジタルハリウッド出身母体の株式会社VSL（ビジュアルサイエンス研究所）の取締役営業本部長に就任し映画制作、タイムズイングループで映画や舞台などの制作、ナインエンターテイメントにて映画の配給などを務めた。

代表作は、エグゼクティブ・プロデューサーを務めた黄金を抱いて翔べである。

山形県の新聞「荘内日報」に大きく取り上げられた。

2016年東京MX 30分ドラマ「えにしの記憶～新撰組」 土方歳三編・近藤勇編・清川八郎編・沖田総司編を製作。

また新生Japan Action Clubの運営事務局長に就任。

2019年1月ショートフィルム「清河八郎  早すぎた天才」を監督として制作。

スポンサーは庄内町大河ドラマ有協議会である。

2020年4月1日にショートフィルム「生と死のはざまで1945 ずいせん学徒の沖縄戦」を沖縄県、沖縄タイムスがバックアップし、沖縄県民のために残さなければならない重要な事実に基づき、宮城巳知子の手記を元に監督して制作。

ショートフィルム｢生と死のはざまで1945 ずいせん学徒の沖縄戦」を2020年6月22日と23日の2日間、沖縄県糸満市字摩文仁の県平和祈念資料館前で上映、同月28日に沖縄県浦添市のアイム･ユニバースてだこ大ホールでも上映した。
2021年6月22日と23日も去年と同様に沖縄県糸満市字摩文仁の県平和祈念資料館前にて上映した。
毎年6月22日と23日は同様の内容にて上映予定である。

## 人物
愛称はtabaさん。
- 趣味 ヨット･ジムトレーニング・料理・日曜大工・スキー・ジェットスキー
- 資格 小型船舶操縦免許１級・第一種普通自動車免許

1989･90･91･92年度ヨット（トルネード級）（ナクラ級）全日本チャンピオン

## 映画
- 黄金を抱いて翔べ エグゼクティブ・プロデューサー
- 「赦免花」総合プロデューサー
- 「美しき女豹」岩佐真悠子主演、TMC配給、総合プロデューサー
- 「ブルーバレンタイン1・2」アムモ配給
- 「劇場版虫皇帝シリーズ６作品」彩プロ配給、新堂冬樹監督作品
- 「劇場版虫皇帝ポイズンシリーズ６作品」GPミュージアム配給、新堂冬樹監督作品
- 「ハブと拳骨」宮崎あおい主演の配給プロデューサー
- 「横浜メリー」ドキュメンタリーの配給プロデューサー
- 「靖国」ドキュメンタリー配給、宣伝プロデューサー
- 「歌舞伎町はいすくーる」総合プロデューサー
- 「THE LIFT」総合プロデューサー
- 「ダブルパーソナリティー」総合プロデューサー
- 「えにしの記憶～新撰組」 土方 歳三編
- 「えにしの記憶～新撰組」 近藤 勇編
- 「えにしの記憶～新撰組」 清川 八郎編
- 「えにしの記憶～新撰組」 沖田 総司編
- 「清河八郎 早すぎた天才」
- 「生と死のはざまで1945 ずいせん学徒の沖縄戦」

## 受賞
- 「赦免花」パキスタンラフォール映画祭監督賞、作品賞を受賞
- 「赦免花」韓国プチョン映画祭にて海外優秀監督作品賞受賞
- 「赦免花」ゆうばり映画祭委員会チョイス作品となる
- 「赦免花」新人監督映画祭 最優秀監督賞
- 「歌舞伎町はいすくーる」新人監督映画祭 最優秀監督賞
- 「THE LIFT」新人監督映画祭 最優秀監督賞
- 「ダブルパーソナリティー」新人監督映画祭 ジャパンプレミア賞受賞